# Браш-Веллі Тауншип (округ Індіана, Пенсільванія)
Браш-Веллі Тауншип (англ. Brush Valley Township) — селище (англ. township) в США, в окрузі Індіана штату Пенсільванія. Населення — 1675 осіб (2020).

## Демографія
Згідно з переписом 2010 року, у селищі мешкало 1858 осіб у 694 домогосподарствах у складі 528 родин. Було 779 помешкань
Расовий склад населення:
| - 99,1 % — білих - 0,1 % — корінних американців - 0,1 % — азіатів |

До двох чи більше рас належало 0,2 %. Частка іспаномовних становила 0,8 % від усіх жителів.
За віковим діапазоном населення розподілялося таким чином: 25,6 % — особи молодші 18 років, 60,7 % — особи у віці 18—64 років, 13,7 % — особи у віці 65 років та старші. Медіана віку мешканця становила 42,2 року. На 100 осіб жіночої статі у селищі припадало 103,3 чоловіків;  на 100 жінок у віці від 18 років та старших — 101,3 чоловіків також старших 18 років.
Середній дохід на одне домашнє господарство  становив 56 903 долари США (медіана — 48 512), а середній дохід на одну сім'ю — 59 868 доларів (медіана — 51 375). Медіана доходів становила 40 500 доларів для чоловіків та 36 544 долари для жінок. За межею бідності перебувало 8,3 % осіб, у тому числі 16,1 % дітей у віці до 18 років та 2,1 % осіб у віці 65 років та старших.
Цивільне працевлаштоване населення становило 821 особа. Основні галузі зайнятості: освіта, охорона здоров'я та соціальна допомога — 30,6 %, роздрібна торгівля — 16,1 %, виробництво — 13,2 %.